# Caldus
Caldus is een cognomen dat betekent: "de lauwwarme".
Een drager van dit cognomen is:
- Gaius Coelius Caldus, consul van de Romeinse Republiek in 94 voor Christus